# Лёгкое поведение (фильм, 1927)
«Лёгкое поведение» (англ. Easy Virtue) — немой фильм режиссёра Альфреда Хичкока, вышедший на экраны в 1928 году (ограниченный показ прошёл в Лондоне 20 августа 1927 года).

## Сюжет
Происходит громкий бракоразводный процесс: мистер Филтон, любящий выпить, заподозрил свою жену Лариту в измене с художником, рисовавшим её портрет. После развода Ларита отправилась на юг Франции, чтобы отвлечься от шумихи и от мысли о своей безнадёжно испорченной репутации, ведь отныне она — «женщина лёгкого поведения». На Ривьере она встречает молодого человека Джона Уиттекера, который влюбляется в неё и, не желая ничего знать о её прошлом, женится на ней. После возвращения на родину он знакомит домочадцев со своей супругой. Его мать, всегда желавшая его женитьбы с Сарой, сразу же невзлюбила невестку.

## В ролях
- Изабель Джинс — Ларита Филтон
- Робин Ирвайн — Джон Уиттекер
- Вайолет Фэйрбразер — миссис Уиттекер
- Энид Стемп-Тэйлор — Сара
- Франклин Дайалл — Обри Филтон
- Эрик Брэнсби Уильямс — Клод Робсон
- Иэн Хантер — адвокат
- Фрэнк Эллиотт — полковник Уиттекер
- Дороти Бойд — Хильда Уиттекер
- Бенита Хьюм — телефонистка (в титрах не указана)